# Karl Zyro
Karl Zyro (ou Carl Samuel Zyro) (17 de julho de 1834 - 26 de agosto de 1896) foi um político suíço e presidente do Conselho Nacional Suíço (1881 a 1882). Ele também trabalhou como advogado e tabelião público em Thun.

## Obras
- Zyro, Karl (1878). Die Baugesellschaft Thun: Ein Beitrag zur Beurtheilung und Lösung der Thuner Tagesfrage (em alemão). Thun: [s.n.]